# 2А26
Д-81 (Индекс ГРАУ — 2А26) — советская 125-мм гладкоствольная танковая пушка. Разработана в Свердловском ОКБ-9.

## История создания

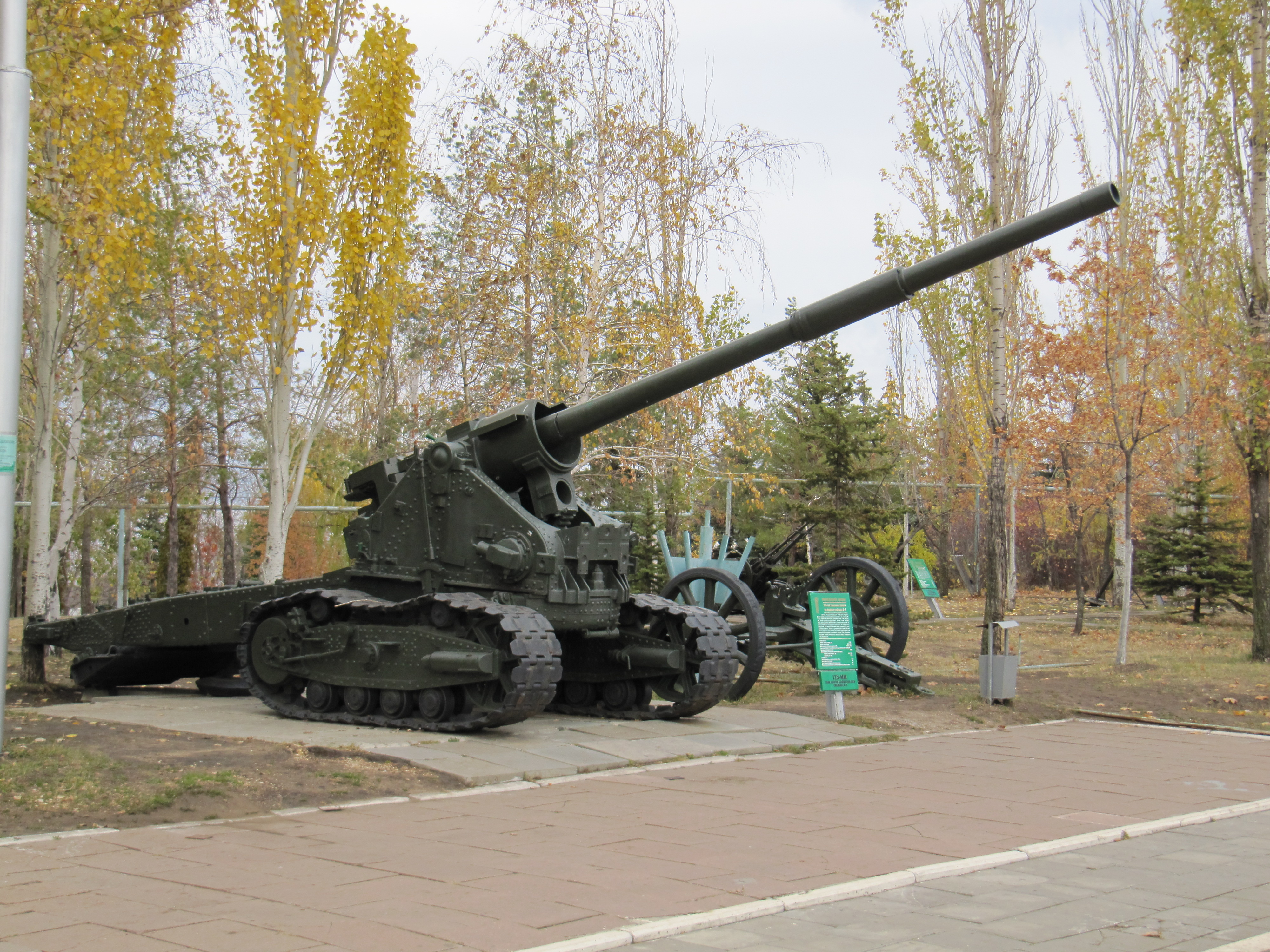
125-мм танковая пушка Д-81 установленная на лафете гаубицы Б-4 для полигонных испытаний в 1960-х годах. Сохранившийся экземпляр экспонируется в Музее боевой славы Парка Победы города Саратова.

С появлением у потенциальных противников Советского Союза новых танков M60 и Чифтен, сложилось мнение, что с бронёй этих танков пушки калибра 115-мм эффективно бороться не могли. 15 июня 1961 года состоялось заседание Государственного комитета по оборонной технике, на котором были определены параметры новой пушки. После рассмотрения проектов, предложенных ОКБ-9, принят был проект 125-мм танковой пушки Д-81. Пушкой предлагалось оснастить танки Т-62 и Объект 432. 11 августа 1962 года вышло постановление Министерства обороны о начале полномасштабных работ по новой пушке. Параллельно с гладкоствольным вариантом, велась работа над 122-мм нарезным вариантом Д-83. Нарезной и гладкоствольный варианты должны были отличаться друг от друга только стволом. Разработка стабилизатора велась в ЦНИИ-173. К апрелю 1963 года была готова и отправлена в Павлоград первая баллистическая установка Д-81БЛ, установленная на лафет 203-мм гаубицы Б-4. Для установки в танк Объект 432 в июле 1963 года была отправлена баллистическая установка Д-81БТ. К апрелю 1964 года Заводом № 9 были изготовлены пять образцов Д-81. Два экземпляра были отправлены в Харьков для установки в Объект 432, ещё два — в Нижний Тагил для монтажа в Объект 167. Пятый экземпляр был оставлен на заводе для испытаний. Для отработки выстрелов к концу апреля 1964 года в ЦНИИ-24 был доставлен первый образец танка со 125-мм пушкой. По результатам испытаний был подобран единый заряд для кумулятивных и осколочно-фугасных снарядов. После сравнения результатов испытаний пушек Д-81 и Д-83, выбор был сделан в пользу первой. 20 мая 1968 года, пушка Д-81 была принята на вооружение под обозначением 2А26 в составе среднего танка «Объект 434».

## Описание конструкции
Основными составляющими 2А26 являлись: ствол, состоявший из трубы, которая скреплялась кожухом в каморной части, казённик и эжектор. В пушке использовался горизонтально-клиновой тип затвора и полуавтоматика скалочного типа. Ударно-спусковой механизм состоял из электрического спуска и электрозапального устройства. Ствольная группа крепилась в цельнолитой люльке обойменного типа. Благодаря совмещению оси цапф с центром тяжести пушки качающаяся часть орудия была уравновешена в вертикальной плоскости. В обоймах казённика крепились цилиндры гидравлических противооткатных устройств. Максимальная длина отката составляла 340 мм.

### Применяемые боеприпасы
| Таблица ТТХ выстрелов, используемых для стрельбы из пушки 2А26 |                |               |                    |                   |                  |                             |
| Индекс выстрела                                                | Индекс снаряда | Индекс заряда | Масса выстрела, кг | Масса снаряда, кг | Масса заряда, кг | Бронепробиваемость, мм/град |
| Бронебойные подкалиберные снаряды                              |                |               |                    |                   |                  |                             |
| 3ВБМ3                                                          | 3БМ9/3БМ10     | 4Ж40          | 19,6               | 5,67              | 5,0/5,0+3,4      | 245/0°                      |
| 3ВБМ6                                                          | 3БМ12/3БМ13    | 4Ж40          | 19,6               | 5,67              | 5,0/5,0+3,4      |                             |
| 3ВБМ7                                                          | 3БМ15/3БМ16    | 4Ж40          | 20,0               | 5,9               | 5,0/5,0+3,4      | 400/0°                      |
| 3ВБМ8                                                          | 3БМ17/3БМ18    | 4Ж40          | 20,0               | 5,9               | 5,0/5,0+3,4      |                             |
| 3ВБМ9                                                          | 3БМ22/3БМ23    | 4Ж40          | 20,2               | 6,55              | 5,0/5,0+3,4      |                             |
| 3ВБМ11                                                         | 3БМ26/3БМ27    | 4Ж63          | 20,43              | 7,05              | 5,3/5,3+2,9      |                             |
| Бронебойные кумулятивные снаряды                               |                |               |                    |                   |                  |                             |
| 3ВБК7                                                          | 3БК12(М)       | 4Ж40          | 29,0               | 19,0              | 5,0              | 220/60°                     |
| 3ВБК10                                                         | 3БК14(М)       | 4Ж40          | 29,0               | 19,0              | 5,0              |                             |
| 3ВБК16                                                         | 3БК18(М)       | 4Ж40          | 29,0               | 19,0              | 5,0              |                             |
| Осколочно-фугасные снаряды                                     |                |               |                    |                   |                  |                             |
| 3ВОФ22                                                         | 3ОФ19          | 4Ж40          | 33,0               | 23,0              | 5,0              | —                           |
| 3ВОФ36                                                         | 3ОФ26          | 4Ж40          | 33,0               | 23,0              | 5,0              | —                           |
| Практические кумулятивные снаряды                              |                |               |                    |                   |                  |                             |
| 3ВП5                                                           | 3П11           | 4Ж40          | 29,0               | 19,0              | 5,0              |                             |
| Практические осколочно-фугасные снаряды                        |                |               |                    |                   |                  |                             |
| 3ВП24                                                          | 3П23           | 4Ж40          | 33,0               | 23,0              | 5,0              | —                           |
| Учебно-тренировочные снаряды                                   |                |               |                    |                   |                  |                             |
| 3ВПУ4                                                          | 3ПУ12          | 4ПУ105        | 19,1               | 9,6               |                  | —                           |
| 3ВПУ5                                                          | 3ПУ13          | 4ПУ105        | 28,5               | 19,0              |                  | —                           |
| 3ВПУ6                                                          | 3ПУ14          | 4ПУ105        | 32,5               | 23,0              |                  | —                           |

## Модификации
- 2А26 — базовая модификация для установки в танк Т-64А
  - 2А26М — модифицированная версия
  - 2А26М1 — модифицированная версия
  - 2А26М2 — модифицированная версия для установки в танк Т-72
  - 2А45 — опытная 125-мм буксируемая противотанковая пушка Д-13 «Спрут-А»
  - 2А45М — опытная 125-мм самодвижущаяся противотанковая пушка СД-13 «Спрут-Б»
  - 2А46 — 125-мм танковая пушка Д-81ТМ

### Сноски
1. ↑  Пробиваемость для подкалиберных снарядов указана при воздействии на гомогенную стальную броню на дальности 2000 м